# Saprinus calatravensis
Saprinus calatravensis é uma espécie de insetos coleópteros polífagos pertencente à família Histeridae.
A autoridade científica da espécie é Fuente, tendo sido descrita no ano de 1899.
Trata-se de uma espécie presente no território português.